# Gare de Nerima
La gare de Nerima (練馬駅, Nerima-eki) est une gare ferroviaire située dans l'arrondissement de Nerima à Tokyo au Japon. Cette gare est exploitée conjointement par les compagnies Seibu et Toei.

## Situation ferroviaire
La gare de Nerima est située au point kilométrique (PK) 6,0 de la ligne Seibu Ikebukuro et au PK 36,9 de la ligne Ōedo. Elle marque le début des lignes Seibu Yūrakuchō et Seibu Toshima.

## Historique
La gare de Nerima a été inaugurée le 15 avril 1915 par la compagnie Musashino Railway (qui a fusionné avec Seibu en 1945). La station de la ligne Ōedo du métro de Tokyo ouvre le 10 décembre 1991.

## Service des voyageurs

### Accueil
La gare dispose d'un bâtiment voyageurs, avec guichets, ouvert tous les jours.

### Desserte

#### Seibu
| 1 | Ligne Seibu Ikebukuro | Tokorozawa ・ Hannō                                                |
| 2 | Ligne Seibu Ikebukuro | Tokorozawa ・ Hannō                                                |
| 2 | Ligne Seibu Toshima   | Toshimaen                                                          |
| 3 | Ligne Seibu Ikebukuro | Ikebukuro                                                          |
| 4 | Ligne Seibu Yūrakuchō | Kotake-Mukaihara (continue sur les lignes Fukutoshin ou Yūrakuchō) |

#### Métro
| 1 | Ligne Ōedo | Tochōmae    |
| 2 | Ligne Ōedo | Hikarigaoka |